# ويليام أونيل (عسكري)
ويليام أونيل (بالإنجليزية: William O'Neill)‏ هو عسكري أمريكي، (ولد في تاريفيل في الولايات المتحدة 1848  م).